# Calliscelio brunneus
Calliscelio brunneus är en stekelart som först beskrevs av Alan Parkhurst Dodd 1913.  Calliscelio brunneus ingår i släktet Calliscelio och familjen Scelionidae. Inga underarter finns listade.